# 43 км
43 км (рос. 43 км) — селище у складі району імені Лазо Хабаровського краю, Росія. Входить до складу Оборського сільського поселення.
Стара назва — 43 Кілометр.

## Населення
Населення — 214 осіб (2010; 172 у 2002).
Національний склад (станом на 2002 рік):
- росіяни — 90 %